# 白鳥パーキングエリア
白鳥パーキングエリア（しらとりパーキングエリア）は、兵庫県姫路市の山陽自動車道上にあるパーキングエリアである。バス停留所である白鳥バスストップを併設している。
上り線は姫路市打越、下り線は兵庫県姫路市相野および打越にある。

## 施設

### 上り線（神戸方面）

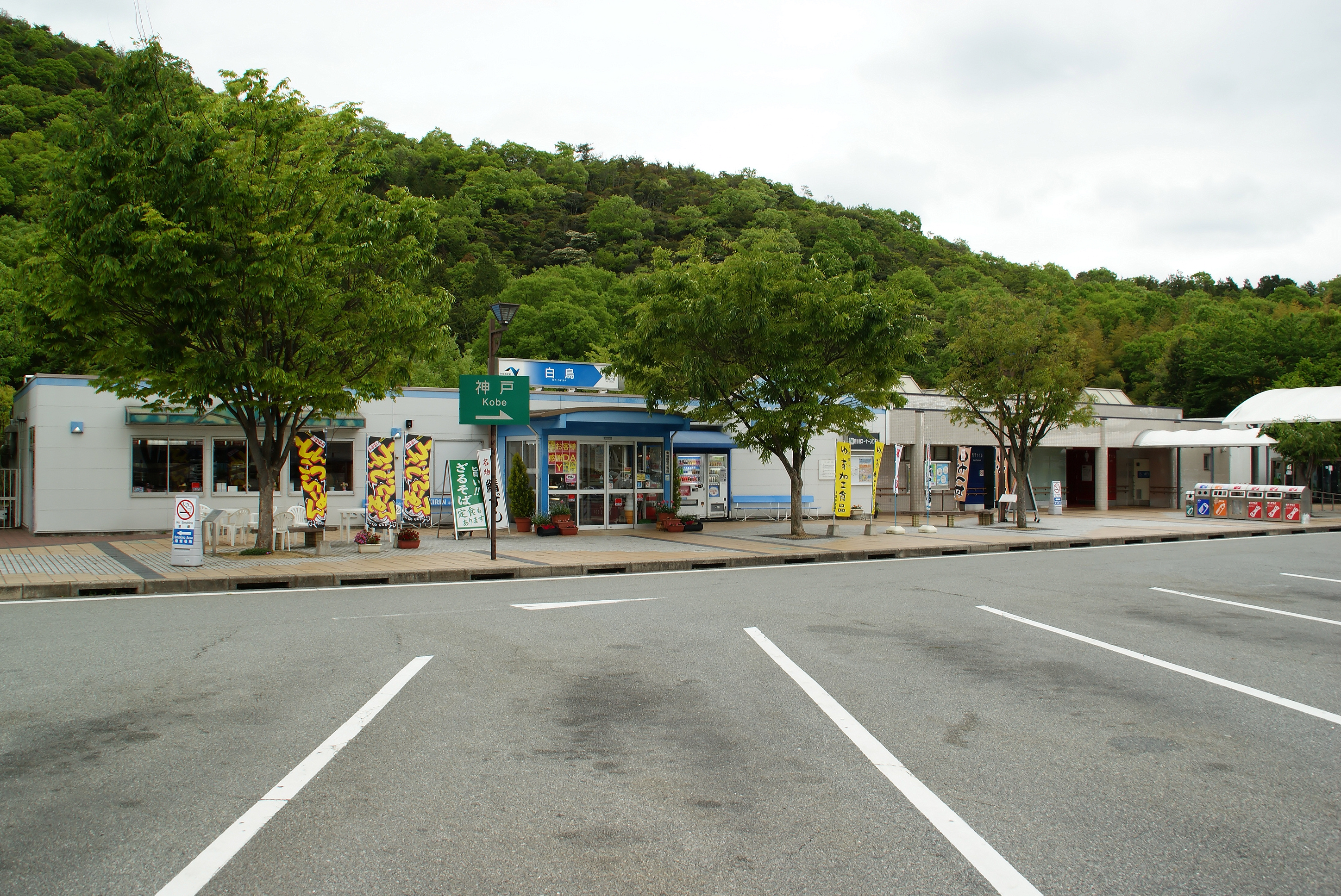
上り線施設

2022年（令和4年）11月1日、スナックコーナーが「かつ丼処・白鳥」としてリニューアルオープンした。
- 駐車場[2]
  - 大型：65台
  - 小型：30台
  - 二輪：4台
  - トレーラー：2台
  - 身障者用
    - 小型：1台
- トイレ[2]
  - 男性：大7（和式2・洋式5）・小10
  - 女性：18（和式4・洋式14）
  - 身障者用：1
- スナックコーナー・フードコート（7:00 - 19:00）[2]
- ショッピングコーナー（7:00 - 19:00）[2]
- 宅配便受付（7:00 - 19:00）[2]
- 無線LANサービス[2]
  - ソフトバンクWi-Fi
  - W-NEXCO Free Wi-Fi
- 自動体外式除細動器（AED）[2]
- ウェルカムゲート（7:00 - 19:00）[2]
  - 駐車場：3台
- ハイウェイスタンプ（7:00 - 19:00）[2]
- 自動販売機
- バス停留所

### 下り線（岡山方面）

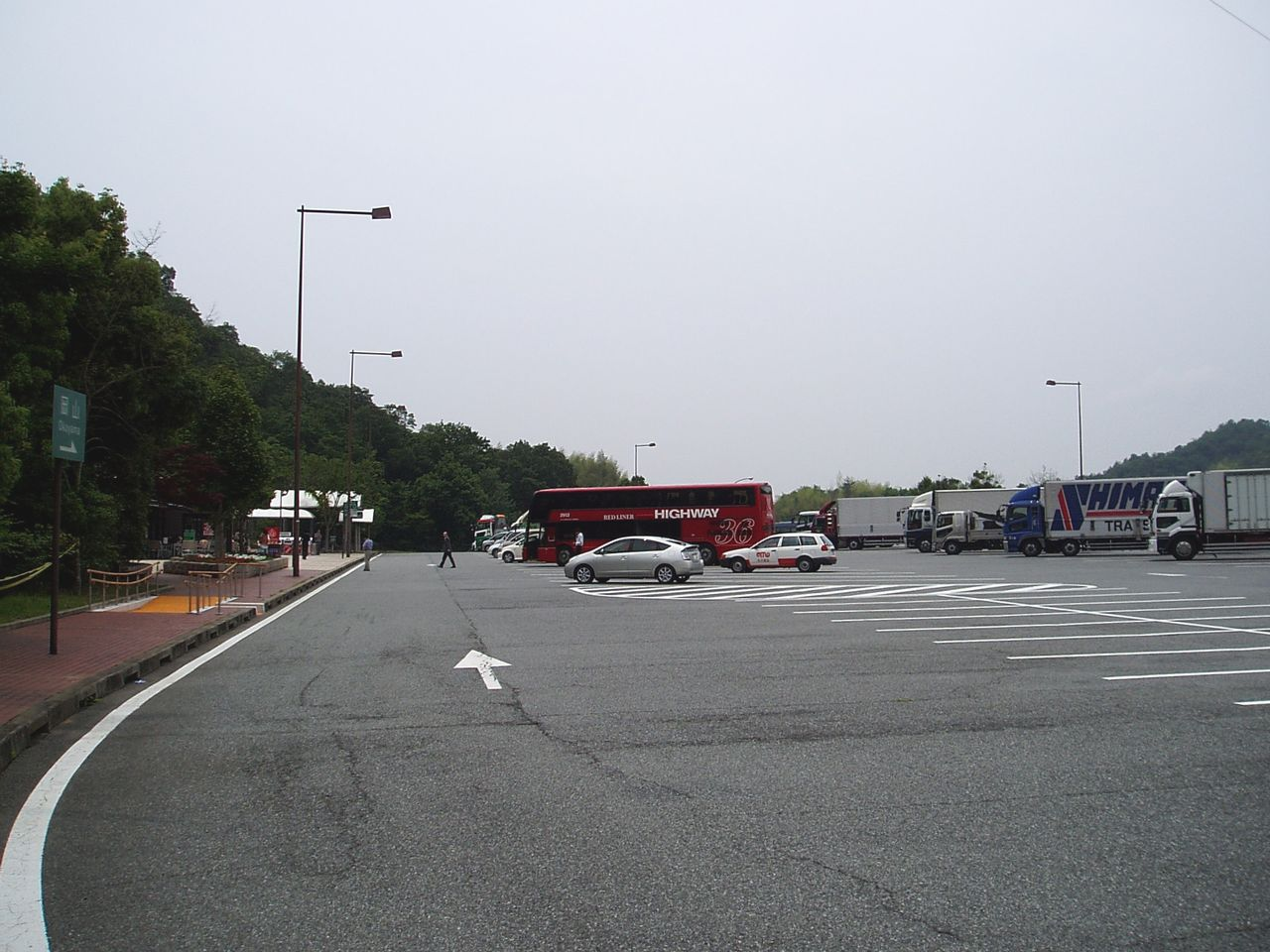
下り線

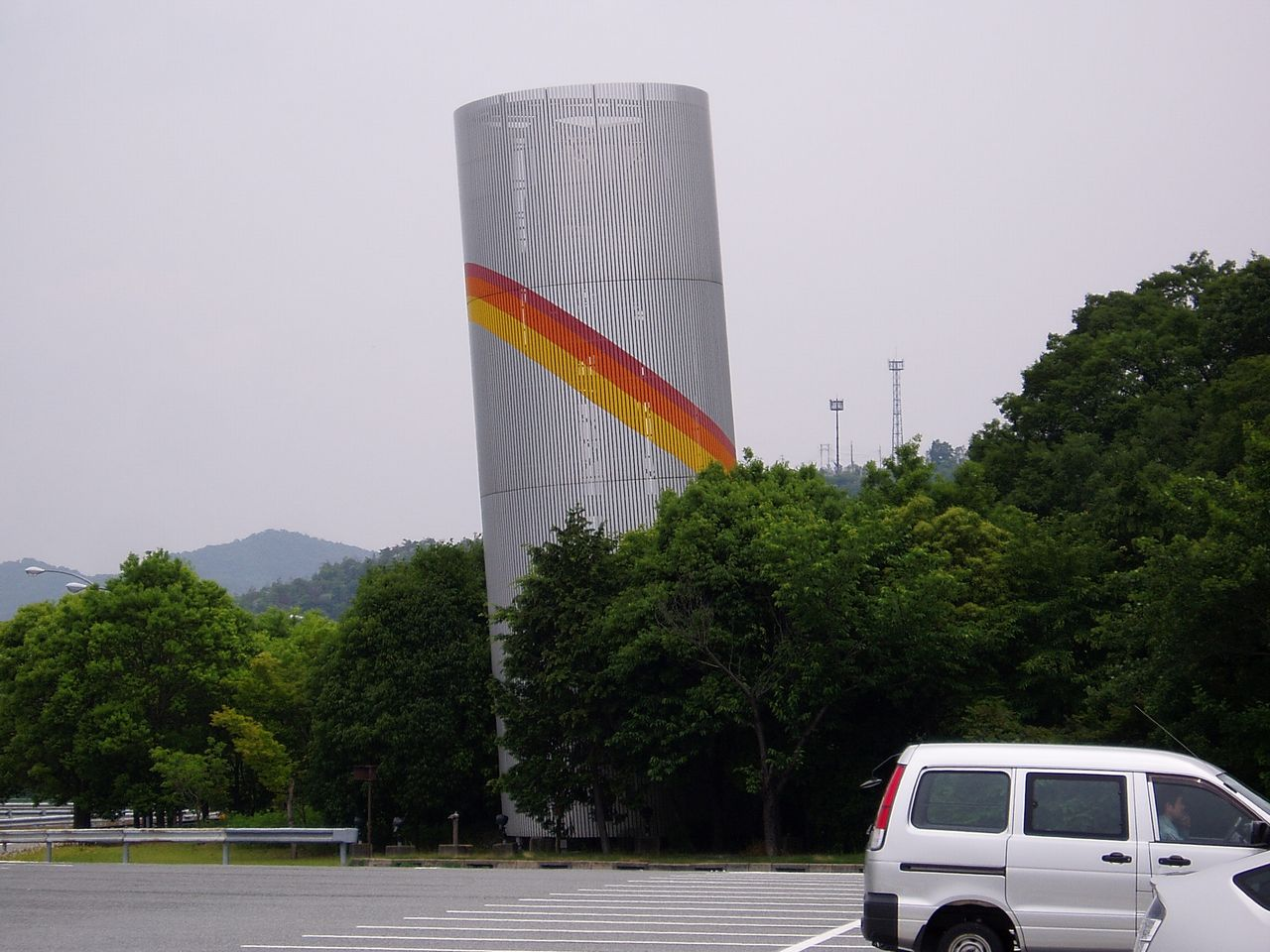
下り線にある給水設備

2007年（平成19年）11月6日にハイウェイコンビニ「ポプラ ハイウェイ彩家」がオープンした。高速道路では九州道玉名PAに続き2ヶ所目。
2018年4月27日にセブンイレブンにブランド変更。
- 駐車場[4]
  - 大型：76台
  - 小型：38台
  - 二輪：4台
  - トレーラー：2台
  - 身障者用
    - 小型：1台
- トイレ[4]
  - 男性：大7（和式2・洋式5）・小10
  - 女性：18（和式4・洋式14）
  - 身障者用：1
- 松屋（24時間）[4]
- コンビニエンスストア「セブン-イレブン」（24時間）[5]
- ATM「セブン銀行」（24時間）[4]
- 宅配便受付（24時間）[4]
- 無線LANサービス[4]
  - ソフトバンクWi-Fi
  - W-NEXCO Free Wi-Fi
- 自動体外式除細動器（AED）[4]
- ハイウェイスタンプ（24時間）[4]
- バス停留所

## 白鳥バスストップ
白鳥バスストップ（しらとりバスストップ）は、兵庫県姫路市にある、山陽自動車道白鳥パーキングエリアに併設されたバス停留所。
三ノ宮 - 岡山線各停便が停車していたが、2005年8月25日ダイヤ改正以降1日1往復しか停車しなくなった。その後2020年9月1日からは運休となり、2021年4月1日からは各停便の設定もなくなったため停車する路線はなくなった。

## 停車する路線
なし

## 過去に停車していた路線
- 三ノ宮 - 岡山（神姫バス 三ノ宮 - 岡山）：2020年8月31日まで

### バス停へのアクセス
- 上り線：神姫バス 35、36、40、43系統 毛野バス停
- 下り線：神姫バス 36系統 白鳥台バス停

## 隣
E2 山陽自動車道
(6) 山陽姫路東IC - 白鳥PA/BS - (7) 山陽姫路西IC